# Carbenă

Structura generală a unei carbene

O carbenă este o moleculă organică ce conține un atom de carbon neutru, cu doi electroni de valență liberi. Carbenele sunt unele dintre puținii compuși organici în care carbonul este divalent. Formula lor generală este R-(C:)-R' or R=C:. Carbenele sunt adesea intermediari de reacție.
De asemenea, termenul poate face referire și la un anumit compus, anume H2C:, denumit și metilenă, fiind prima hidrură din seria omoloagă a carbenelor. Majoritatea carbenelor au o durată de viață scurtă (fiind compuși instabili), deși sunt cunoscute unele carbene persistente. 